# 越前町議会
越前町議会（えちぜんちょうぎかい）は、福井県丹生郡越前町の議会である。

## 概要
- 定数：14人
- 任期：2025年3月13日 - 2029年3月12日
- 選挙区：町全体を1選挙区とする大選挙区制（単記非移譲式）
- 議長：藤野菊信
- 副議長：米沢康彦

## 組織

### 議会運営委員会
所管事項

### 常任委員会
総務文教厚生常任委員会
所管事項
- 総務課、防災安全課、財政課、企画振興課、監理課、税務課、会計課、住民環境課、子ども未来課、障がい生活課、介護福祉課、健康保険課、教育委員会、選挙管理委員会、監査委員及び固定資産評価審査委員会の所管に属する事項並びに他の常任委員会に属さない事項

産業土木常任委員会
所管事項
- 農林水産課、商工観光課、都市整備課、定住促進課、上下水道課及び農業委員会の所管に属する事項

### 特別委員会
議会広報特別委員会
議会活性化特別委員会
原子力発電安全対策特別委員会